# Humulopsis
Humulopsis je monotipski bniljni rod, dio porodice konopljovki. Jedina je vrsta Humulopsis scandens.

## Sinonimi
- Antidesma scandens Lour.
- Humulus japonicus Sieb. & Zucc.
- Humulus japonicus var. minor Nakai
- Humulus lupulus Thunb.
- Humulus scandens (Lour.) Merr.
- Humulus scandens var. variegatus (Siebold & Zucc.) Moldenke
- Lupulus scandens (Lour.) St. Lager.